# Nigel Short

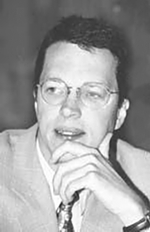
Nigel Short

Nigel Short (Leigh, 1 juni 1965) is een Brits schaker. Hij wordt beschouwd als de sterkste Britse schaker van de 20ste eeuw.

## Biografie
Drie dagen voor zijn 12de verjaardag kwalificeerde Short zich voor het Britse kampioenschap van 1977, verreweg de jongste ooit. Twee jaar later, op 14-jarige leeftijd deelde hij de eerste plaats in dat kampioenschap. In 1979 werd hij meester. Hij deed viermaal mee aan het jeugdwereldkampioenschap, waarvan de eerste keer, in 1980 (tweede achter Garri Kasparov) de meest succesvolle was. In 1984 werd hij grootmeester, destijds de jongste ter wereld.
Short won verder het Britse kampioenschap in 1984, 1987 en 1998 en het Engelse kampioenschap in 1991. Hij werd kampioen van het Commonwealth in Mumbai in 2004. Hij heeft, al dan niet gedeeld, vele internationale toernooien gewonnen waaronder Genève 1979, the BBC Master Game (1981), OHRA-schaaktoernooi te Amsterdam (1982), Bakoe 1983, Esbjerg 1984, Wijk aan Zee (1986, 1987), Reykjavik (1987), het VSB-toernooi in Amsterdam (1988,1991,1992,1993), Hastings (1987/88, 1988/89), Pärnu (1996), Groningen (1996), Tallinn/Pärnu 1998, Dhaka United Insurance 1999, Pamplona (1999/00), Tan Chin Nam Cup, Peking 2000, Sigeman and Co. Malmö 2002, Gibraltar (2003, 2004), Boedapest 2003, Samba Cup en Skanderborg 2003.
Short leverde waarschijnlijk zijn beste toernooi-prestatie bij het VSB-toernooi in 1991 toen hij samen met Valeri Salov voor Kasparov en Anatoli Karpov eindigde.
Short heeft een belangrijke rol gespeeld in de geschiedenis van het wereldkampioenschap. In 1985 bereikte hij het kandidatentoernooi van Montpellier, maar speelde geen rol van betekenis, met 7 uit 15 eindigde hij als tiende. In de volgende cyclus bereikte hij de kandidatenmatches. Hij versloeg Gyula Sax met 3½-1½ maar verloor verrassend met 1½-3½ van Jon Speelman. Ook de volgende cyclus drong hij door tot de maches. In 1991 speelde hij weer tegen Speelman, de match eindigde in 4-4, maar Short won de tie-break met 1½-½. In de kwartfinale won hij van Boris Gelfand met 5-3 en zorgde daarna in 1992 voor een grote verrassing door Karpov met 6-4 te verslaan. In de finale stond hij tegenover Jan Timman. Deze match eindigde in een 7½-5½ overwinning waarmee Short uitdager werd van wereldkampioen Kasparov.
Nadat FIDE-voorzitter Florencio Campomanes de match, tegen de zin van de spelers, aan Manchester had toegewezen, braken Short en Kasparov met de FIDE en richtten hun eigen bond op: de PCA. Deze organiseerde in 1993 een match in Londen, waarbij Short geen partij bleek voor Kasparov (7½-12½). In 1994 begon de PCA een eigen cyclus, Short won daarin van Boris Gulko (4-4 en 2½-1½ in de tiebreak), maar werd vervolgens weggevaagd door Gata Kamsky (1½-5½). In 1997 bereikte hij in het FIDE knock-out wereldkampioenschap in Groningen de halve finale, waarin hij van Michael Adams verloor.
Short speelde mee in het Taiyuan Grandmaster tournament in 2004 in China en eindigde op de eerste plaats, Ni Hua werd tweede. In de kroongroep van het Essent-toernooi dat in oktober 2004 in Hoogeveen verspeeld werd, eindigde Short met 3 uit 6 op de tweede plaats. Winnaar werd Ivan Sokolov met 4½ uit 6.
De PCA is in 2006 teruggekeerd in de FIDE, waarvan Short tegenwoordig vice-voorzitter is.